# Frank Ellis (acteur)
Pour les articles homonymes, voir Frank Ellis.
Frank Birney Ellis, né le 26 février 1897 à Newkirk en Oklahoma et mort le 23 février 1969 à Los Angeles, est un acteur américain qui a joué dans plus de 480 films entre 1917 et 1954.

## Filmographie
- 1917 : La Femme fardée (When a Man Sees Red) de Frank Lloyd
- 1924 : Bringin' Home the Bacon de Richard Thorpe
- 1926 : The Road Agent de J. P. McGowan : le musicien du saloon.
- 1926 : The Outlaw Breaker de Jacques Jaccard : Henchman Sibley
- 1928 : V'là la flotte (Two Tars) de James Parrott
- 1932 : Girl Crazy de William A. Seiter
- 1934 : The Red Rider de Lew Landers (serial)
- 1935 : Le Cavalier miracle (The Miracle Rider) de B. Reeves Eason et Armand Schaefer
- 1935 : When a Man's a Man d'Edward F. Cline
- 1936 : The Phantom Rider de Ray Taylor
- 1936 : La Légion des damnés (The Texas Rangers) de King Vidor
- 1947 : La Vallée maudite (Gunfighters) de George Waggner
- 1949 : The Adventures of Sir Galahad de Spencer Gordon Bennet
- 1952 : Hellgate de Charles Marquis Warren
- 1953 : La Dernière Chevauchée (The Last Posse) d'Alfred L. Werker